# Lee Ho-jung
Lee Ho-jung (이호정?, 李浩貞?, I HojeongLR, I HojŏngMR; 20 gennaio 1997) è un'attrice e modella sudcoreana.

## Biografia
Ha iniziato la sua carriera come modella all'età di quindici anni, in un servizio fotografico per la rivista Ceci. Da quel momento ha sfilato in passerella, lavorando per le collezioni "Beyond Closet" di Ko Tae-yong e "The Studio K" di Hong Hye-jin alla settimana della moda di Seul. Ha anche cominciato a ricevere proposte di casting come attrice: siccome amava la sua professione di modella, si è inizialmente rifiutata di seguire le lezioni di recitazione proposte dalla sua agenzia e le ha saltate frequentemente; tuttavia, dopo tre o quattro anni, ha iniziato a sentirsi stanca dei compiti ripetitivi spesso richiesti dal suo lavoro e ha cambiato completamente idea dopo aver guardato Magic in the Moonlight di Woody Allen.

## Filmografia

### Cinema
- Cheongnyeon gyeongchal (청년경찰?), regia di Kim Ju-hwan (2017)
- Jangsari: Ithyeojin yeong-ungdeul (장사리: 잊혀진 영웅들?), regia di Kwak Kyung-taek e Kim Tae-hoon (2019)
- Eolgureomneun boss (얼굴없는 보스?), regia di Song Chang-yong e Im Sung-yong (2020)
- Injin (인질?), regia di Pil Kam-sung (2021)
- Meongmung-i (멍뭉이?), regia di Jason Kim (2022)
- Talju (탈주?), regia di Lee Jong-pil (2024)

### Televisione
- Dar-ui yeon-in - Bobogyeongsim ryeo (달의 연인 - 보보경심 려?) – serie TV, episodio 1 (2016)
- Notti bianche (불야성?) – serie TV (2016-2017)
- Geunyeoro malhal geot gat-eumyeon (그녀로 말할 것 같으면?) – serie TV (2018)
- Ireon kkot gat-eun ending (이런 꽃 같은 엔딩?) – webserie (2018)
- Nevertheless, (알고있지만,?) – serie TV (2021)
- Jinx-ui yeon-in (징크스의 연인?) – serie TV (2022)
- Una famiglia in fuga (무빙?) – serie TV (2023)
- Song of the Bandits (도적: 칼의 소리?) – serie TV ()
- Bravo ragazzo (굿보이?) – serie TV (2025)

## Riconoscimenti
- Fashion Photographer's Night
  - 2013 – Principiante dell'anno[7]
- Korea Best Dressed Swan Award
  - 2015 – Miglior modella[8]
- Talent Award
  - 2021 – Miz Model Korea Selection Contest[9]